# تدقيق (محاسبة)
التدقيق حسب ما عرفته جمعية المحاسبة الأمريكية [الإنجليزية] هو عملية منتظمة وموضوعية للحصول على أدلة إثبات وتقويمها فيما يتعلق بحقائق حول وقائع وأحداث اقتصادية وذلك للتحقق من درجة التطابق بين تلك الحقائق والمعاني المحددة وإيصال النتائج إلى مستخدمين المعلومات المهتمين بذلك.
ويعرف تدقيق الحسابات أيضا بأن التحقق الاقتصادي المنتظم لأدلة وقرائن الإثبات لما تحويه دفاتر وسجلات المنشأة من بيانات في إطار مبادئ محاسبية متعارف عليها من خلال برنامج محدد مقدما بهدف إبداء الرأي الفني المحايد في صدق وعدالة التقارير المالية لقراء ومستخدمي هذه التقارير.
التدقيق كلمه مشتقه من الكلمة الاتينيه Audit والتي تعني هو يستمع، حيث كانت الحسابات في العصور السابقه تقرا على اصحاب لالعمال أو الاقطاعيين أو المسؤولين الحكوميين حتى يطمئنوا على صحتها. وقد أطلق على هذه العملية كذلك Audit بالانجليزيه والتي تعني التدقيق.ومن هنا ارتبطت عملية التدقيق بفحص الحسابات للتأكد من مصداقيتها، ولكن ظلت في تطور مستمر متأثره بمتغيرات عديده منها:
طبيعة النظام الاقتصادي وانواع الملكيات واحجام المنشآت وتعدد عمليلتها ومدى تعقيدها.
فاصبح الامر يتطلب عملية التحقق بالاضافه إلى الفحص، ثم أصبحت هناك حاجه للتقرير، حتى وصلت عمليه التدقيق إلى مكوناتها الرئيسه في الوقت الحاضر، والتي تتكون من الفحص والتحقق والتقرير ولكن طبيعة الفحص والتحقق واعداد التقرير أصبحت مختلفه في هذا العصر عما كانت عليه في السابق.

## أنواع التدقيق
يوجد هناك نوعان رئيسيين للمدققين:
- مدققين داخليين:
- مدققين خارجيين:

## شركات التدقيق الكبرى
يطلق لفظ الأربعة الكبار على أكبر أربعة شركات محاسبة في العالم وهي كالتالي:
- برايس وتر هاووس كوبرز
- ديلويت توش توهماتسو
- إرنست ويونغ
- كيه بي إم جي

## شركات التدقيق حول العالم
هناك عدد كبير من شركات التدقيق العالمية، والتي قد تكون ضمن أحد التصنيفات التالية: اما شبكة Network، جمعية Association، أو تحالف Alliance.
وتختلف آلية تعامل كل شركة تدقيق عالمية فيما بين اعضائها بحسب تصنيفها، ويتم سنويا إجراء ترتيب لهذه الشبكات العالمية حسب معايير معينة، ومن أفضل الجهات العالمية التي تقوم باجراء ترتيب لهذه الشبكات العالمية مؤسسة AccountancyAge، وندرج على سبيل الذكر لا الحصر بعض الشبكات والجمعيات العالمية ومنها: BDO ، Grant Thornton ، Baker Tilly ، Moore stephens ، IECnet ، PKF ، Kreston.
والية عمل هذه الشبكات العالمية بالغالب متشابهة بالجوهر، حيث أنها تمنح عضويات لشركات التدقيق والاستشارات المحلية بعد إجراء فحص لاجراءات عمل هذه الشركات والتأكد من انها تتبع معايير كفاءة مناسبة لمنحها عضوية الشبكة العالمية.